# KAI KT-1

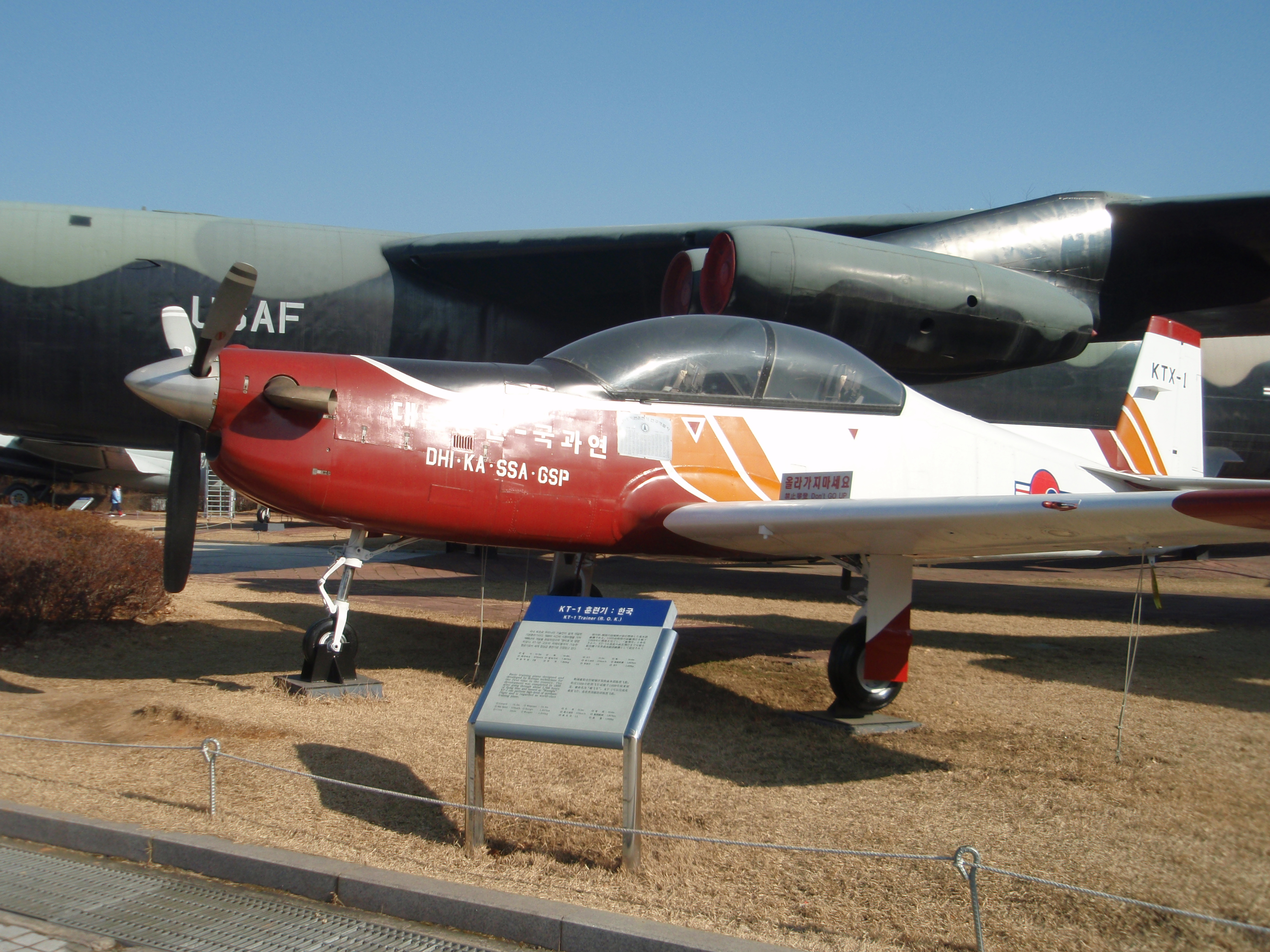
Il KT-1 in mostra statica.

Il KAI KT-1 Ungbi (Hangul: KT-1 웅비) è un addestratore basico monomotore turboelica progettato e sviluppato in collaborazione tra la Daewoo Heavy Industries e l'Agency for Defence Development (ADD) e prodotto dall'azienda sudcoreana Korean Aerospace Industries (KAI) dagli anni duemila.
Si tratta di un addestratore a turbina della stessa classe degli Embraer e Pilatus. Oltre che dalla Daehan Minguk Gonggun, l'aeronautica militare della Corea del Sud, il modello è stato acquistato anche dalla forza aerea dell'Indonesia e della Turchia.

## Storia

### Sviluppo
Alla fine degli anni ottanta l'aeronautica militare sudcoreana aveva l'esigenza di rinnovare il proprio parco velivoli che equipaggiava le proprie scuole di volo basato sui Cessna T-37 Tweet e T-41 Mescalero.
Nel 1988, il gruppo industriale Daewoo decise in quell'ambito di fondare una propria controllata, la Korean Aerospace Industries, per entrare nel mercato dell'aviazione e che potesse fornire il supporto tecnologico per sviluppare un progetto che potesse soddisfare le specifiche richieste.
L'interesse del governo coreano per un velivolo progettato e costruito localmente si concretizzò in un contratto per la fornitura di 3 esemplari per le prove statiche e 4 per quelle di volo. Il primo prototipo venne portato in volo il 12 dicembre 1991 ma il successivo lavoro di sviluppo non consentì di deliberare, nel servizio operativo, il primo esemplare di preproduzione prima del marzo 1998.
Il contratto di fornitura stipulato con l'aeronautica militare coreana, un lotto di 85 esemplari, cominciò ad essere consegnato ai reparti dal 2000.
Successivamente sono state sviluppate delle versioni da esportazione, la KT-1B, realizzata sulle specifiche richieste dall'Indonesia, e la KT-1C, primo sviluppo del progetto originario. Nel 2007 venne stipulato un contratto con la Turchia concretizzatosi in una licenza di produzione di 55 esemplari da produrre localmente dalla Turkish Aerospace Industries (TAI).

## Utilizzatori
Corea del Sud
- Daehan Minguk Gonggun

106 esemplari consegnati e tutti operativi al dicembre 2018.
 Indonesia
- Tentara Nasional Indonesia Angkatan Udara

17 KT-1B consegnati in tre lotti. Il primo lotto di 7 aerei ordinato nel 2001 e consegnato tra il 2003 e il 2005. Un secondo ordine per 5 aerei consegnato nel 2007-08. Gli ultimi 7 velivoli ordinati nel 2008 e consegnati tra il 2012 e il 2014. Quattro velivoli persi: uno nel 2010, due nel 2015 e uno nel 2020. Ulteriori 3 esemplari ordinati a novembre 2018, il primo dei quali è stato consegnato il 13 dicembre 2021.
 Perù
- Fuerza Aérea del Perú

20 KT-1P acquistati nel novembre 2012; primi quattro esemplari consegnati tra l'ottobre ed il novembre 2014, ultimi sedici consegnati tra aprile 2014 e novembre 2016.
 Senegal
- Armée de l'air du Sénégal

4 ordinati a luglio 2016, i primi due dei quali consegnati a maggio 2020.
 Turchia
- Türk Hava Kuvvetleri

40 KT-1T ricevuti a partire dall'ottobre del 2010, 5 dei quali consegnati direttamente dalla coreana KAI ed i restanti 35 costruiti in Turchia dalla TAI.

## Velivoli comparabili
Brasile
- Embraer EMB 312 Tucano
- Embraer EMB 314 Super Tucano

 Regno Unito
- Short Tucano

 Stati Uniti
- Raytheon T-6 Texan II

 Svizzera
- Pilatus PC-9
- Pilatus PC-21

 Turchia
- TAI Hürkuş